# Яна Лубасова
Яна Лубасова (чеськ. Jana Lubasová; нар. 22 листопада 1979) — колишня чеська тенісистка.
Найвищу одиночну позицію світового рейтингу — 360 місце досягла 25 Sep 1995, парну — 258 місце — 25 Sep 1995 року.
Здобула 5 парних титулів туру ITF.

## Фінали ITF

### Одиночний розряд: 2 (0–2)
| Результат | Ранг | Дата           | Турнір              | Покриття | Суперниця        | Рахунок       |
| --------- | ---- | -------------- | ------------------- | -------- | ---------------- | ------------- |
| Поразка   | 1.   | 25 червня 1995 | Старі Сплави, Чехія | Ґрунт    | Лібуше Прушова   | 0–6, 1–6      |
| Поразка   | 2.   | 27 липня 1997  | Камайоре, Італія    | Ґрунт    | Федеріка Фортуні | 3–6, 6–4, 3–6 |

### Парний розряд: 5 (5–0)
| Результат | Ранг | Дата           | Турнір                   | Покриття | Партнерка            | Суперниці                           | Рахунок     |
| --------- | ---- | -------------- | ------------------------ | -------- | -------------------- | ----------------------------------- | ----------- |
| Перемога  | 1.   | 29 січня 1995  | Бостад, Швеція           | Тверде   | Сандра Клейнова      | Лінда Янссон Анна-Карін Свенссон    | 6–4, 7–6    |
| Перемога  | 2.   | 2 липня 1995   | Бостад 2, Швеція         | Ґрунт    | Karolina Bakalarová  | Sandra Olsen Клаудія Тімм           | 6–3, 6–2    |
| Перемога  | 3.   | 27 серпня 1995 | Валашке Мезиржичі, Чехія | Ґрунт    | Алена Гаврлікова     | Ольга Виметалкова Яна Мацурова      | 7–6(2), 6–3 |
| Перемога  | 4.   | 9 травня 1998  | Пряшів, Словаччина       | Ґрунт    | Магдалена Зденовкова | Тетяна Ковальчук Ганна Запорожанова | 6–2, 6–4    |
| Перемога  | 5.   | 18 липня 1998  | Чивітанова-Марке, Італія | Ґрунт    | Магдалена Зденовкова | Х'яна Гутьєррес Деббі Гак           | 6–3, 6–4    |